# Mary Fitzbutler Waring
Mary Fitzbutler Waring, född 1870, död 1958, var en amerikansk aktivist. 
Hon var ordförande för National Association of Colored Women 1933–1937. 